# 밀성중학교
밀성중학교(密城中學校)는 대한민국 경상남도 밀양시 내이동에 있는 사립 중학교이다.

## 학교 연혁
- 1949년 5월 11일 : 밀양 명륜학원(密陽明倫學院) 개설
- 1953년 4월 21일 : 재단법인 밀양 명륜학원 설립인가
- 1955년 3월 7일 : 밀성중학교 설립인가
- 1964년 1월 25일 : 재단법인을 학교법인으로 변경인가
- 1970년 10월 26일 : 학교법인 명륜학원을 학교법인 밀성학원으로 개명
- 2016년 3월 2일 : 중학교 각학년 3학급 편성 운영
- 2019년 4월 20일 : 서종범 이사장 취임
- 2023년 1월 3일 : 제69회 졸업식(총 졸업생 11,685명)
- 2023년 8월 28일 : 학교법인 밀성학원을 학교법인 아하브밀성학원으로 개명
- 2023년 9월 1일 : 제15대 최인길 교장 취임

## 참고 자료
- 밀성중학교 - 한국교육학술정보원 학교알리미